# 學校運動會

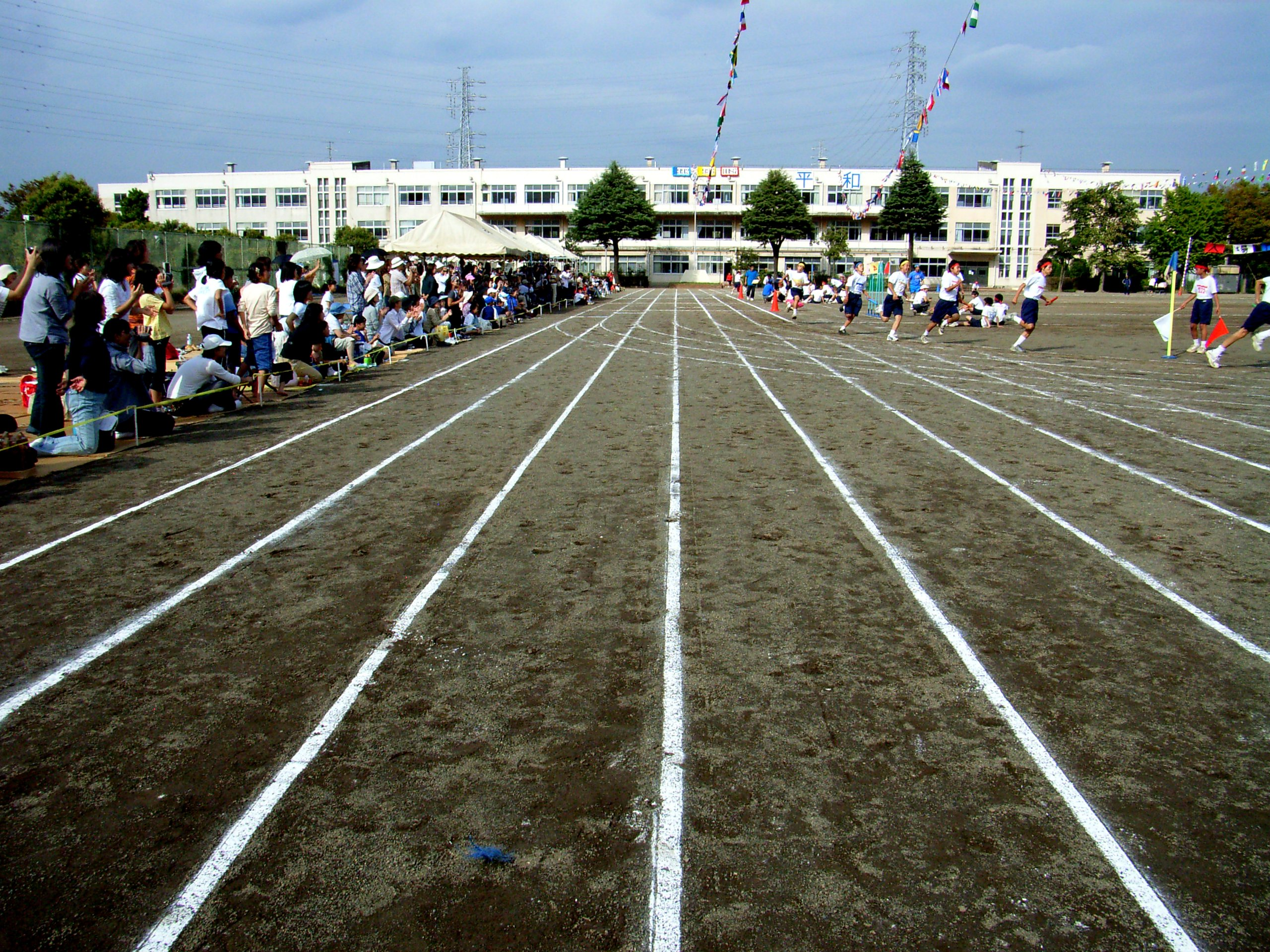
日本中學的陸運會

學校運動會，是學校教育生活的一部份，也是體育教育活動的一種，可分為陸運會和水運會。通常每年舉行一次，校內運動會通常記載於時間表之內，而獲獎成績印刷於每年校刊之內。而在日本，學校運動會（體育祭）更是教育重要的一環。在中國大陸，校運會也日漸成重要的學校活動，老師藉助這項活動來培養學生之間的競爭意識。
此外，還有分區學校運動會以及聯校運動會，讓不同學校的學生運動員互相交流切磋。

## 場地
- 日本：陸運會多於學校運動場（空間較小的學校則會租用學校附近地區的運動場）舉行。
- 香港，由於只有極少學校有自己的運動場，所以通常會租用康樂及文化事務署屬下的運動場來舉行。學界體育比賽成績較佳的中學可以選擇較佳運動場（例︰灣仔運動場）作陸運會主場。

## 內容及目的

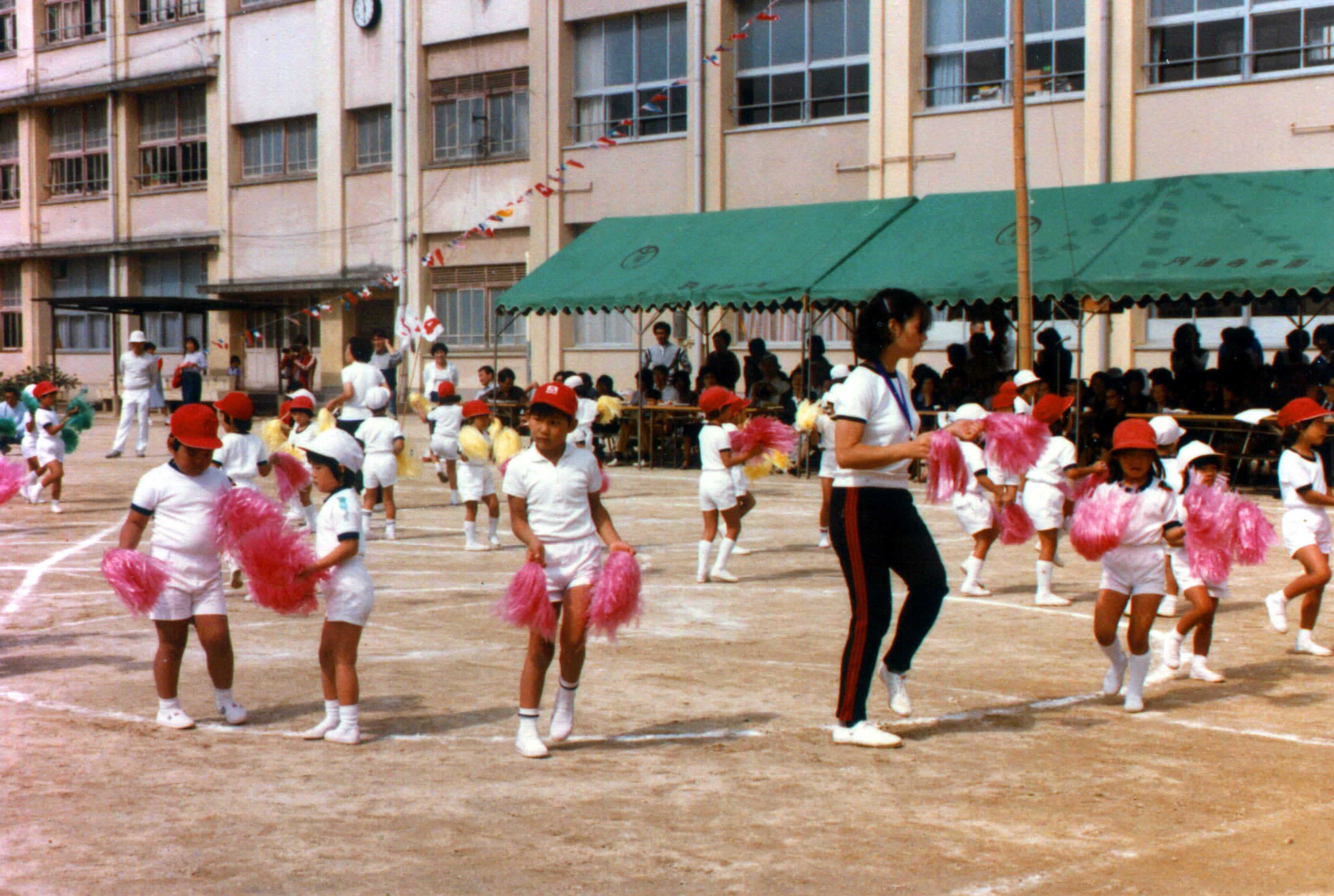
啦啦隊表演歌舞為同學打氣

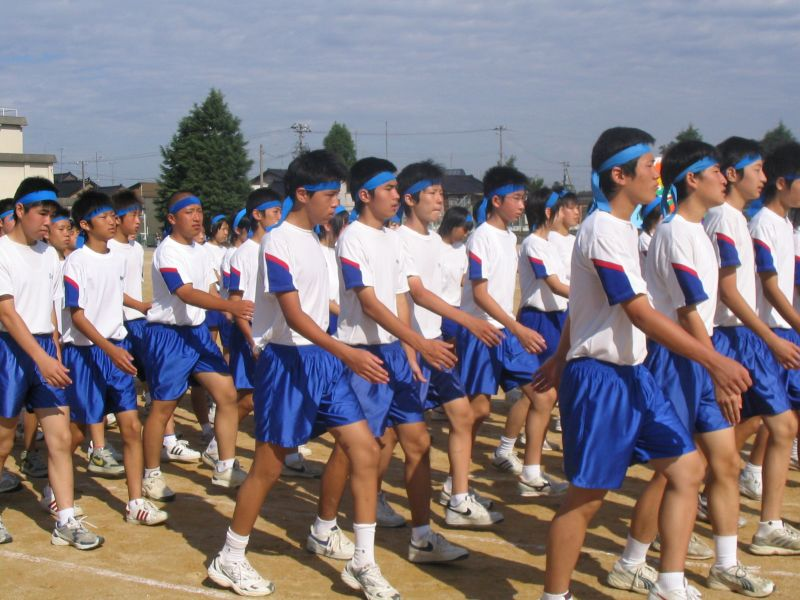
中学生步操

運動會可以增加學生對運動的興趣，校內運動會可培養學生對社或班級的歸屬感和合作精神，訓練時亦可鍛鍊體格。而擔任工作人員的學生亦可學到課堂以外的知識。在有「社」（house）的學校裡，運動員會獲發一片以自己社色為底色的布，上面有運動員編號或姓名，比賽時需佩戴於身上，並需穿著代表自己所屬的社的服裝參加比賽。
此外，運動會中還有其他表演和展覽，讓學生能夠發揮多方面才能，並為會場增添歡樂氣氛，例如啦啦隊歌舞表演與比賽、場地佈置比賽等，啦啦隊以歌唱、舞蹈、喊口號的方式為所屬的社或班級打氣，他們會穿上代表自己社成班級顏色的衣服，有些會佩戴其他代表所屬的社或班級的飾物。這些活動令不擅長體育項目的學生同樣能投入活動，發揮所長，亦可培養學生的團隊精神。不少學校規定低年級學生必須參加啦啦隊，並規定他們必須於場內用膳。另外有些學校亦有步操表演和儀式，培養學生的紀律。
除了學生參與的比賽外，有些學校有專為教職員、家長而設的比賽，也有師生、親子競賽，促進師生與父母子女之間的交流。日本的學校非常重視運動會，表演節目在正式會前常經過相當時日之排練，以展現學校校風。

## 紀律
有些學校規定全校學生必須出席陸運會，甚至規定每人至少要參加一項田徑比賽，無故缺席者視作曠課。由學生風紀及教師負責紀律，把守運動場出口，活動期間出外者要出示學生証，作登記簽名。而水運會則未必要所有學生出席及參加。

## 活動項目

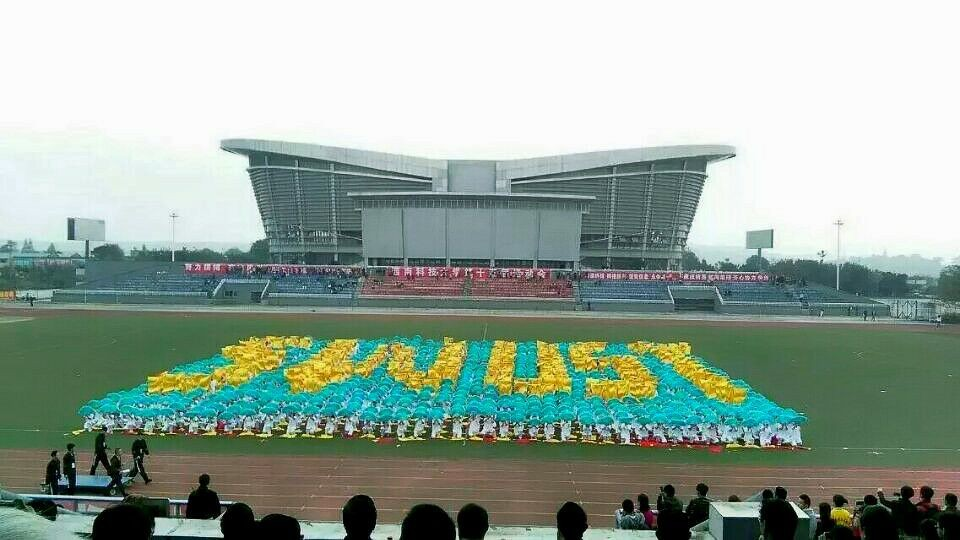
西南科技大学运动会开幕式

小學及部份初中的運動會以競技遊戲項目為主，如二人三足、拔河、繞障礙走、拋豆袋、擲壘球等。初中、高中及大學則以田徑項目為主，如推鉛球、4×100接力賽、跳遠、跳高、跨欄、標槍、100米、200米等。

## 安全

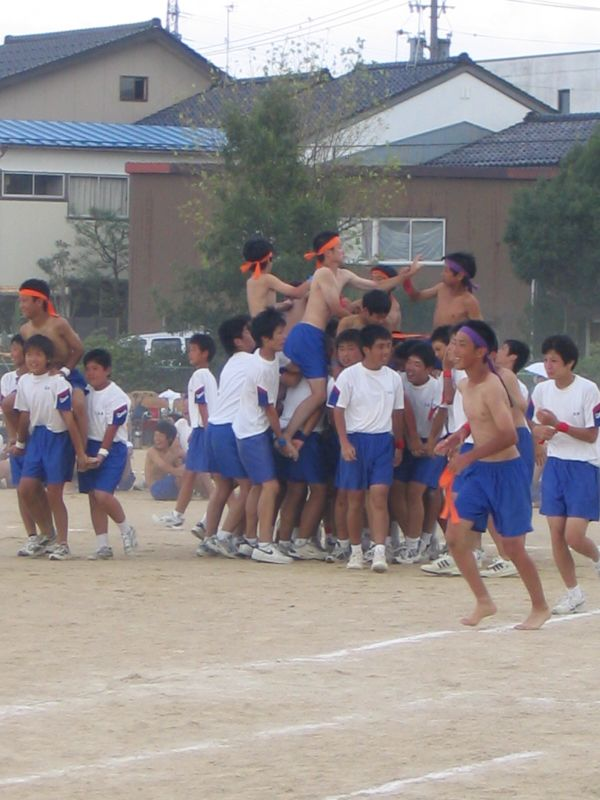
日本學校之騎馬戰，男子皆須光著上身參賽

由於陸運會部份比賽項目可能對參賽者或工作人員構成危險，學校常會於場地制訂一些規則保障選手安全，例如標槍比賽場地部份範圍禁止進入，徑賽進行時非參賽者不得在跑道上走動等。運動會進行時，運動場亦會設置救護站，為受傷或不適的人士進行急救。